# AtlasGlobal
Pour les articles homonymes, voir KKK.

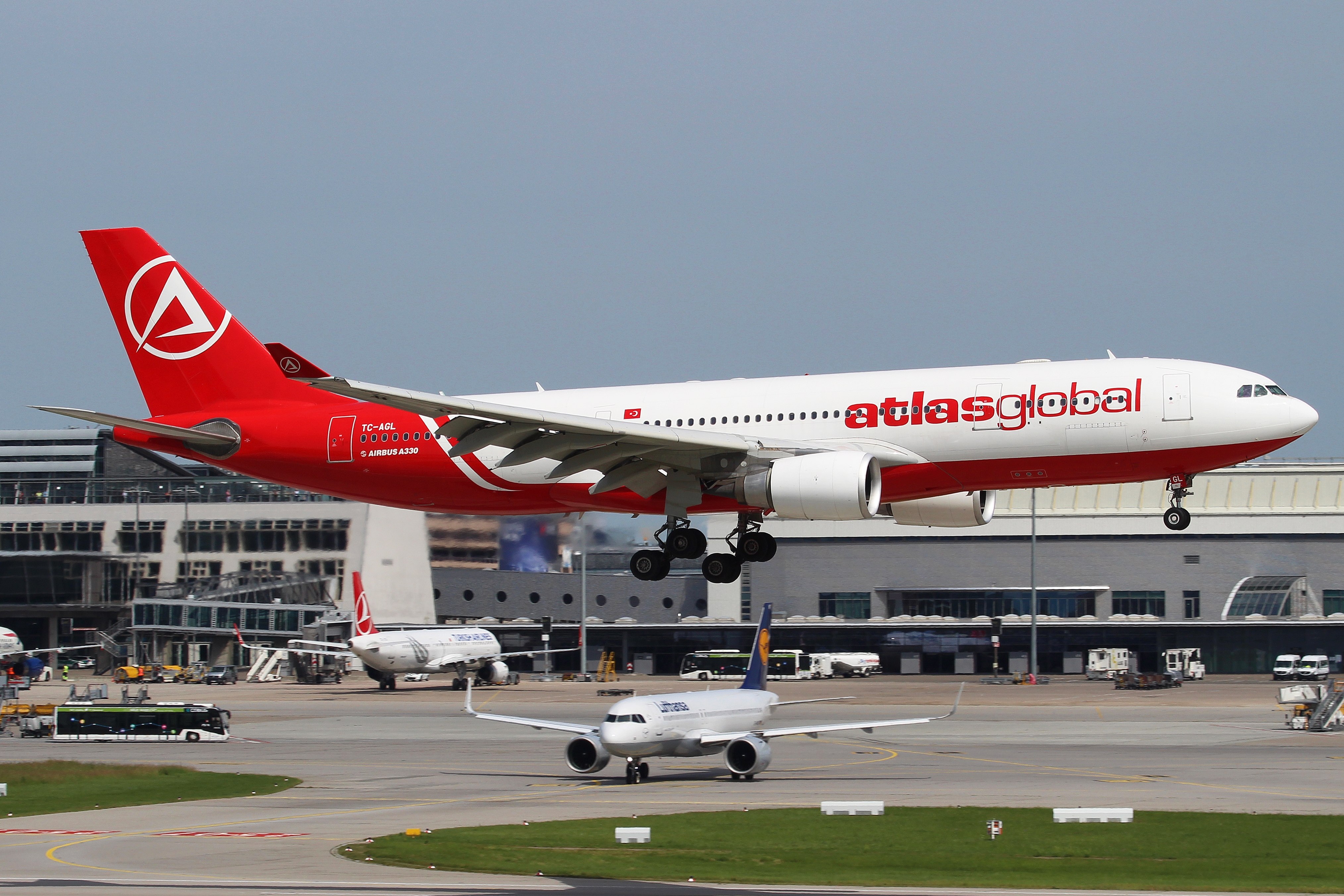

AtlasGlobal (en turc Atlasjet Uluslararası Havacılık A.Ş., en anglais Atlasjet International Airways A.S.) était une  compagnie aérienne turque, basée à Istanbul fondée le 14 mars 2001. Elle effectuait des vols passagers réguliers et des vols charters vers l'Europe, le Moyen-Orient (Istanbul, Paris) et les Émirats arabes unis (Kuwait, Medine, Jeddah). Ses hubs étaient les aéroports d'Antalya et d'Izmir.
Le 12 février 2020, la compagnie déclare faillite, et demande en conséquence à ses employés de ne plus venir travailler à partir du lendemain.
Plusieurs avions de la compagnie sont stationnés à l’aéroport de Montpellier Méditerranée dans des ateliers, ils sont visibles depuis Frejorgues le bas

## Historique
La compagnie a été créée le 14 mars 2001 et a commencé ses activités le 1er juin 2001 avec deux Boeing 757-200. Deux appareils identiques sont ensuite acquis, un en septembre 2001 et un en juillet 2003.
Son premier nom était Atlasjet International Airlines, et elle appartenait au groupe Öger Holdings A.Ş.. En 2004, le groupe de tourisme turc ETS acquiert 45 % des parts, puis les 45 % restants du groupe Öger en 2006. Les 10 % restants sont détenus par Tuncay Doganer, le vice-président.
Atlasjet est rebaptisé AtlasGlobal au 1er avril 2015.
Elle stoppe ses opérations en 2020.

## Flotte historique
Fin 2019, peu avant la faillite de la compagnie aérienne, les appareils suivants étaient en service au sein de la flotte d'AtlasGlobal :
En 2018, la flotte d'AtlasGlobal comptait encore 25 appareils.

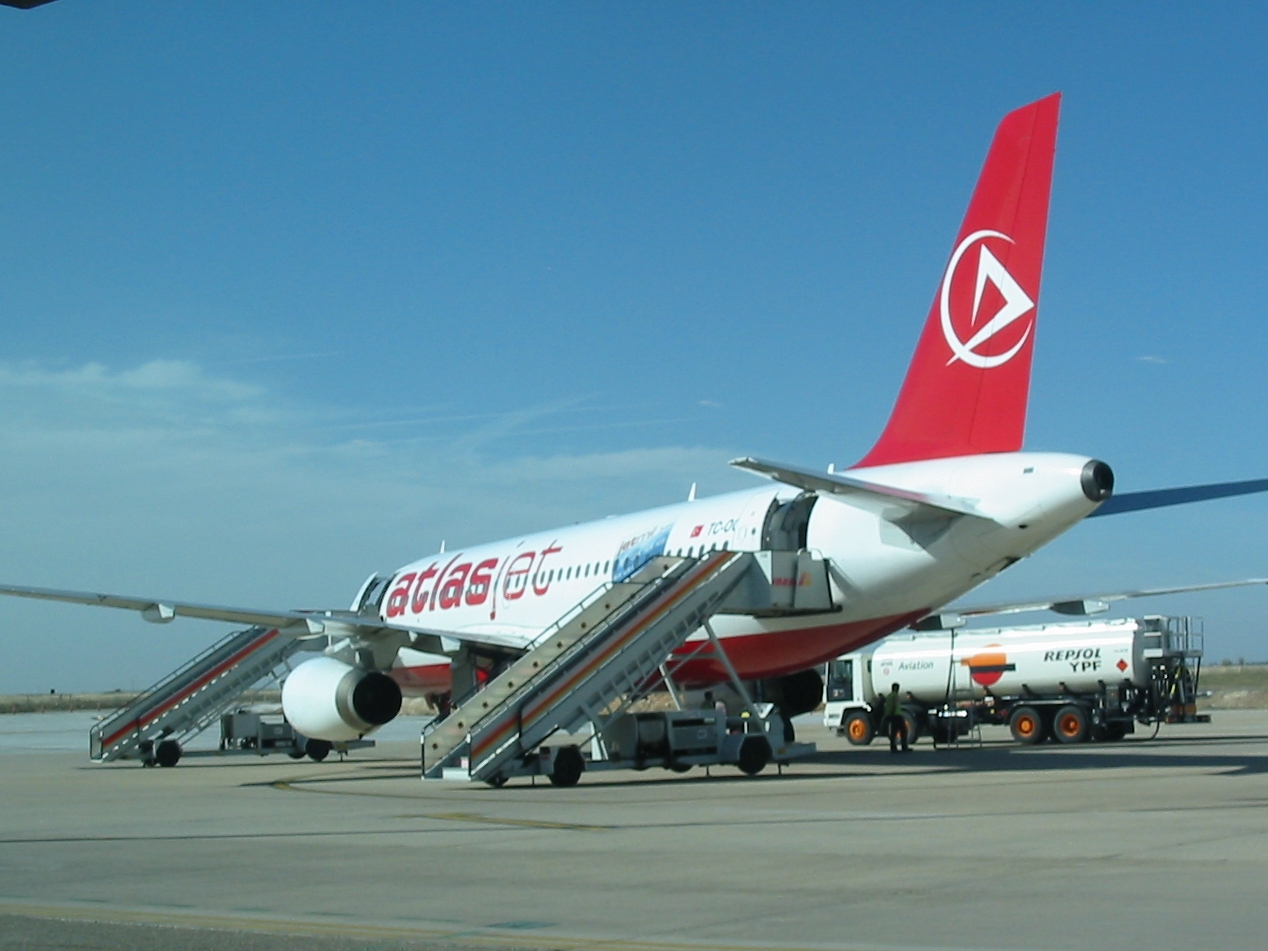
Un Airbus A320 d'Atlasjet faisant le plein à l'aéroport de Valladolid

## Accidents et incident
- Le 7 février 2005, un Airbus A320 quitte la piste, alors enneigée, à l'aéroport d'Atatürk. Il n'y a pas de victimes parmi les 170 personnes à bord.

- Le 18 août 2007, au cours d'un vol de Chypre à Istanbul, un avion d'Atlasjet, avec 136 passagers et 6 membres d'équipage à bord, est détourné. Les deux pirates de l'air, se proclamant membres d'Al-Qaïda, l'obligent à atterrir à Antalya. La plupart des 136 passagers réussit à forcer la porte arrière de l'avion et à s'enfuir[3]. Les pirates de l'air, Mehmet Resat Ozlu, un Turc, et Abdul Aziz Maliki, un Palestinien, se rendent après plus de 4 heures de négociations. Ils se sont ensuite publiquement excusés auprès de la nation turque d'avoir attaqué l'avion.

- Le 30 novembre 2007, le vol 4203, assuré par un MD-83 loué par Atlasjet, s'écrase près d'Isparta causant la mort des 57 personnes à bord.
- Le 28 novembre 2019 la compagnie déclare annuler ses vols et reste injoignable. Toutes les victimes ne sont pas indemnisées et font face à une compagnie muette.
- Le 12 février 2020, la compagnie se déclare en faillite, et demande en conséquence à l'ensemble de ses salariés de ne plus venir travailler à partir du lendemain.